# Slag bij Trzciana
De Slag bij Trzciana (ook bekend als de Slag bij Honigfeld of de Slag bij Stuhm) was een veldslag die op 27 juni 1629 plaatsvond nabij de Poolse plaats Trzciano. De slag werd uitgevochten door het koninkrijk Zweden en het Pools-Litouwse Gemenebest dat werd bijgestaan door het Heilige Roomse Rijk.

## Aanloop
De Poolse koning Sigismund III was tussen 1592 en 1599 ook koning van Zweden geweest, maar werd in 1599 door zijn oom Karel IX van Zweden afgezet. In de jaren daarop trachtte Sigismund III zijn Zweedse kroon te heroveren wat resulteerde in de Pools-Zweedse Oorlog van 1600-1629. In 1626 laaide de oorlog opnieuw op tussen beide landen. De Polen werden op 12 februari 1629 verslagen in de Slag bij Górzno en hierdoor was koning Sigismund III genoodzaakt om hulp te vragen bij keizer Ferdinand II. De keizer had zijn eigen overwegingen om de Zweden zo lang mogelijk bezig te laten houden in Polen zodat Gustaaf II Adolf van Zweden zich niet zou bemoeien met de Dertigjarige Oorlog. Daarom gaf hij de opdracht aan Hans Georg von Arnim-Boitzenburg om de Polen in hun oorlog bij te staan.
Gustaaf Adolf II probeerde te voorkomen dat Von Arnim-Boitzenburg met zijn vijfduizend koppige leger kon aansluiten bij het Poolse leger van hetman Stanisław Koniecpolski. Op 25 juni bereikten de twee legers elkaar bij Graudenz en besloten ze om Kwidzyn aan te vallen. Ondertussen probeerde Gustaaf II zijn terugtocht in te dekken en stuurde hij zijn infanterie richting Sztum en positioneerde hij zijn cavalerie in het zuidoosten om voor dekking te zorgen.

## Slag
Op 27 juni stuitte Koniecpolski en Von Arnim-Boitzenburg op de achterhoede van het Zweedse leger dat positie had ingenomen Trzciano. Het Zweedse leger had zich opgesteld op de kam van een zachte helling en Koniecpolski plaatste zijn kozakken aan de linkerflank en de Duitse reiters in het centrum. Toen Johann Wilhelm, de leider van de Zweedse achterhoede, probeerde de kozakken te flankeren stuurde Koniecpolski zijn verborgen huzaren op de linkerflank van het Zweedse leger af. De Zweden werden teruggedreven door deze aanval en hergroepeerden zich bij Straszewo waar ze versterkt werden. Ze wisten de achtervolgende kozakken terug te slaan, maar na de komst van de langzamere reiters en huzaren sloegen ze wederom op de vlucht.
Onder leiding van Gustaaf II Adolf hergroepeerden de Zweden zich bij Pułkowice waar ze slaags raakten met de Polen. De vermoeide Polen kregen versterking van de verse reiters, die nog niet eerder aan de gevechten hadden deelgenomen. Tijdens de slag werd Gustaaf II bijna tot twee keer toe gedood of gevangen genomen. Uiteindelijk slaagden de Zweden erin om zich te ontworstelen aan hun tegenstanders en wisten ze hun infanterie te bereiken bij Sztum.

## Nasleep
De Zweden stelden in hun berichtgevingen hun verliezen van de slag bij Trzciana naar beneden bij, terwijl de Poolse bronnen de getallen weer overdreven. Het Zweedse leger trok zich terug naar de vesting van Malbork. Ondanks dat Koniecpolski er niet slaagde het Zweedse expeditieleger geheel te verslaan was de overwinning bij Trzciana wel een belangrijke morele overwinning voor de Polen. In september 1629 sloten de twee partijen de Wapenstilstand van Altmark waarbij er een wapenstilstand van zes jaar werd gesloten tussen de strijdende partijen.